# Râul Volovăț, Sucevița
Râul Volovăț este un râu afluent al râului Sucevița.

### Hărți
- Harta județului Suceava
- Harta Obcinele Bucovinene  Arhivat în 30 iulie 2009, la Wayback Machine.